# 卡萊布·本特利
卡萊布·本特利（英語：Caleb Bentley，1762年1月29日─1851年7月4日）是一名美國銀匠、店主，以及馬里蘭州布魯克維爾的第一任郵政局長。他曾為白宮及美國國會大廈等重要建築物製作奠基石，並在1812年戰爭期間借出房子收留因華盛頓大火而出逃的詹姆斯·麥迪遜總統。

## 生平
本特利於1762年出生於賓夕法尼亞切斯特縣，約20歲時與兄弟遷往約克市，期間加入了公誼會。1786年，本特利移居維珍尼亞州利斯堡，其後再在1790年代初定居華盛頓特區喬治城，以製作銀器為生。1792年，時任美國總統喬治·華盛頓委託本特利以黃銅打造一塊奠基石，以用於白宮的奠基儀式。次年本特利又為國會大廈製作了一塊銀質的奠基石。
1794年，本特利遷居馬里蘭州蒙哥馬利縣布魯克維爾，因為其妻子莎拉·布魯克（英語：Sarah Brooke）的家族是當地的一個地主。1802年，本特利在布魯克維爾開設了一家商店及一所郵政局，從而成為當地首任郵政局長。此外，本特利也曾協助創立布魯克維爾學院， 並與兩名同屬貴格會的姻親（其中一人為艾薩克‧布里格斯）在鄰近的帕塔克森特河畔建造特里亞德爾菲亞鎮（Triadelphia，該鎮於20世紀初荒廢，現已被同名水庫淹沒）。 

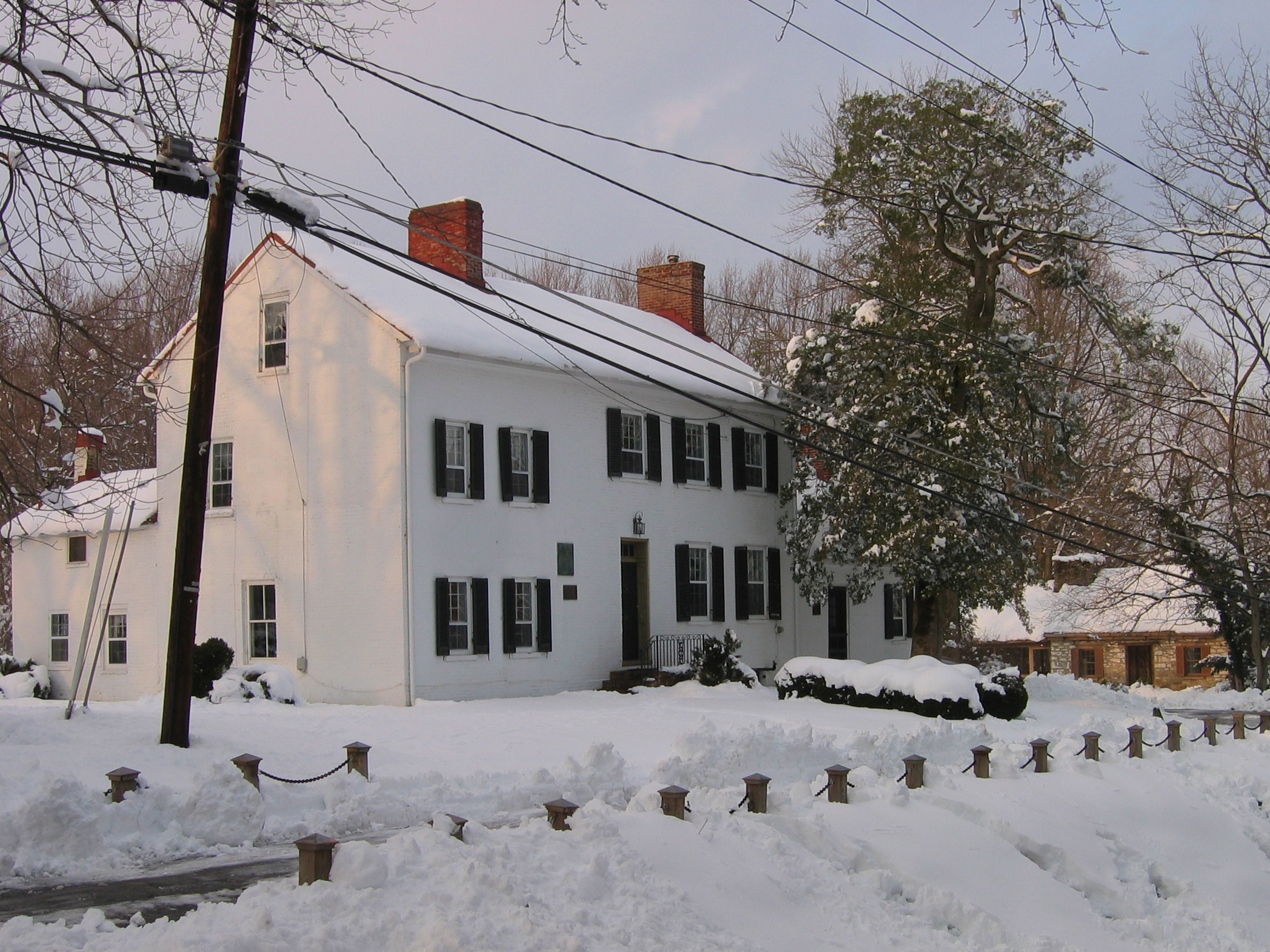
布魯克維爾的麥迪遜之家（The Madison House）原本為卡萊布·本特利所有。1814年8月26日，詹姆斯·麥迪遜總統因為兩天前英軍攻陷華盛頓而在這所房子避難。

莎拉·布魯克在1805年去世，本特利兩年後續娶亨利埃塔·托馬斯（Henrietta Thomas）。托馬斯的密友多莉·麥迪遜是第四任美國總統詹姆斯·麥迪遜的妻子。1814年8月，美國與英國交戰期間，英軍攻入華盛頓特區並焚燒包括白宮在內的多座公共建築物 ，以報復美國軍隊在約克戰役中焚燒上加拿大議會大樓。 該月26日，麥迪遜總統逃離華盛頓特區，最初向維珍尼亞方向前進，但隨後轉向北方的羅克維爾，嘗試與威廉·H·溫德將軍及其部隊會合，然而溫德的部隊當時已經向巴爾的摩進發。麥迪遜總統於是騎馬從羅克維爾東行至布魯克維爾，並在本特利家中留宿。當晚麥迪遜不眠不休地發布命令，布魯克維爾成為美國的臨時首都。
此後本特利一家繼續在蒙哥馬利縣生活，但本特利在1830年代末期曾短暫遷回喬治城。1851年，本特利於馬里蘭州桑迪斯普林去世。

### 卡萊布·本特利與蓄奴
史料顯示本特利似乎反對蓄奴。本特利一生中曾擁有至少兩名奴隸，相信是繼承遺產所得。1815年，他基於「與生俱來的自由是所有人的權利」的信念，釋放了兩人。此外，本特利亦協助自由身的黑人處理商業和個人事務。雖然如此，本特利仍在一定程度上參與當時的奴隸買賣：在其他蒙哥馬利縣居民購買奴隸時，本特利曾提供貸款或作為相關貸款文件的聯署人。至於本特利在特里亞德爾菲亞鎮開設的磨坊也可能曾處理一些由奴隸採摘的棉花。
本特利的第二任妻子亨利埃塔·托馬斯在婚前曾擁有多達六名奴隸。她在公誼會宣稱蓄奴為不道德的時候加入了他們，並在1801年釋放了她所有的奴隸。

## 外部連結
- 馬里蘭州檔案館有關卡萊布·本特利的傳記 [MSA SC 3520-15889] （页面存档备份，存于）
- 布魯克維爾 1814，馬里蘭州檔案館 （页面存档备份，存于）